# Брюс Стерлінг
Брюс Сте́рлінг (англ. Bruce Sterling, *14 квітня 1954) — американський письменник-фантаст.

## Біографія
Народився у Браунсвиллі, штат Техас.
Свій перший роман, Involution Ocean, опублікував 1977 року. Але справжній прорив стався на початку 1980-тих років, коли він проявив себе не тільки як письменник, але і як критик і полеміст. 1980 року вийшов у світ роман «Штучна дитина» (The Artificial Kid), де описана цивілізація, яка виділяє спеціальні «вільні» зони на планеті, де дозволена будь-яка протизаконна діяльність, і де індустрія розваг заснована на продажі записів вуличних боїв, знятих автоматичними камерами. В деякому сенсі цей роман став передвісником кіберпанку, напряму наукової фантастики, який Стерлінг з великим успіхом пропагував і захищав.
Молодий Стерлінг був засновником і учасником письменницького семінару в Техасі, у результаті якого декілька його учасників створили ядро нового напрямку. У фензині Cheap Truth («Дешева правда») Стерлінг, під псевдонімом Вінсент Омніаверітас (Visncent Omniaveritas), критикував кожного, хто не був згоден з тим, що цей новий напрям наукової фантастики був даний Богом.
По-справжньому кіберпанк проявив себе в романі Вільяма Гібсона «Нейромант» (1984). Але через два роки перша хвиля згасла, і «Cheap Truth» закрився. У той час Стерлінг редагував антологію Mirrorshades, яка вважається найкращим джерелом для того, хто бажає познайомитися з літературною стороною кіберпанку.
Багато з проблем, з якими кіберпанк мав справу на самому початку, як і раніше турбують Стерлінга, але він пише про них, використовуючи набагато більшу розмаїтість форм замість стандартної моделі кіберпанку.
Як приклад можна взяти його інтерес до інформаційних технологій і біотехнологій. Ще 1982 року він почав серію оповідань, своєрідну історію майбутнього, у яких людство вийшло в космічний простір і зустріло технічно розвинутішу цивілізацію. Одна з головних ідей збірника (Shaper/Mechanist) — це вибір між двома шляхами розвитку — біологічним та технологічним. Коли людина підкорює всесвіт, помилково вважати, що вона, як біологічний вид, залишиться незмінною. Ці не схожі одне на одне оповідання були доповнені 1985 року романом «Схізматриця» (Schismatrix).
Дія «Острови в мережі» (Islands in the Net) відбувається на Землі, у недалекому майбутньому. Проблеми віку інформації, раннє бачення глобальної інформаційної мережі і долі країн, які стоять за цією мережею. Передбачається, що такі «Острови в мережі» повинні значно впливати на світову політику.
Потреба Стерлінга в розмаїтості в черговий раз проявила себе, коли він у співавторстві з Вільямом Гібсоном написав роман «Різницева машина» (The Difference Engine) (1990). Це приклад одного з найретельніше пророблених творів в стилі «стімпанк». Дія відбувається в Лондоні, в епоху королеви Вікторії, але в паралельному світі, де спроби Беббіджа створити комп'ютер увінчалися успіхом. Таким чином, інформаційна революція відбулася раніше промислової. Як наслідок, Лондон заполонили парові комп'ютери (і навіть система обробки текстів, що працює на вугіллі), номери карток соціального страхування, і багато чого іншого, що в нас, як правило, асоціюється з кінцем 20 століття.
Інтерес Стерлінга до інформаційних технологій привів його на кілька років у журналістику, після чого з'явився нефантастичний роман The Hacker Crackdown (1992), який розповідає про боротьбу американської влади з хакерами. Потім він повертається до фантастики і пише книжку «Важка погода» (Heavy Weather, 1995), знову створивши щось несхоже на все попереднє. Цього разу мова йде про групу людей, які полюють за найбільшим ураганом. Науковий інтерес і мисливський інстинкт керують головними героями і представлені як дві сторони однієї медалі.
Зараз Стерлінг пише романи, у яких актуальні проблеми нашого часу показані з нових позицій і в незвичайній перспективі.

## Нагороди і премії
- 1997 — премія «Г'юґо» // Коротка повість «Велосипедний майстер» / Bicycle Repairman (1996)
- 1998 — премія «Локус» // Коротка повість «Такламакан» / Taklamakan (1998)
- 1998 — премія «Локус» // Оповідання «Манекі-Неко» / Maneki Neko (1997)
- 1999 — премія «Г'юґо» // Коротка повість «Такламакан» / Taklamakan (1998)
- 2002 — премія «Локус» // Публіцистика «Майбутнє вже почалося. Що чекає кожного з нас у наступні п'ятдесят років?» / Tomorrow Now: Envisioning the Next Fifty Years (2002)